# Ratchet & Clank: A Crack in Time
Ratchet & Clank: A Crack in Time, in Nordamerika als Ratchet & Clank Future: A Crack in Time bekannt, ist ein Plattformspiel aus dem Jahr 2009, das von Insomniac Games entwickelt und von Sony Computer Entertainment für die PlayStation 3 veröffentlicht wurde. Es ist die Fortsetzung von Tools of Destruction und Quest for Booty.

## Spielprinzip
A Crack in Time bietet sowohl wiederkehrende als auch neue Gameplay-Mechanismen der Ratchet-&-Clank-Serie. Eine dieser Mechaniken ist der Chronosceptor: Ein Stab, der zerbrochene Objekte repariert, wenn man mit ihm ein zerbrochenes Objekt trifft. Dieses Gerät kann auch wie Ratchets Schraubenschlüssel verwendet werden, um Feinde abzuwehren. Mit Hilfe spezieller „Zeitpads“ kann Clank auch bis zu einer Minute seiner Aktionen aufzeichnen, die dann von einem holografischen Clank wiedergegeben werden, während der echte Clank etwas anderes tut. Es können bis zu vier Kopien von Clank gleichzeitig aufgezeichnet werden. Diese holografischen Clanks können bei der Lösung von Rätseln helfen. Zusätzlich zu den Gadgets wie der Schleuder und den Gravitationsstiefeln aus den vorherigen Spielen hat Ratchet ein Paar Hoverboots, mit denen er sich schneller auf Planeten und Monden bewegen kann.
Im Gegensatz zu allen vorherigen Spielen der Serie kann Ratchet nun mit seinem Schiff frei zwischen den Planeten auf einer zweidimensionalen Ekliptik in verschiedenen Zonen fliegen, kleine Monde aufsuchen und optionale Herausforderungen bewältigen, wobei er besondere Gegenstände wie Zoni, Goldbolzen und Waffenmodifikationen erhält. Die Blaster, Raketen und die Panzerung des Schiffs können auch durch den Erhalt zusätzlicher Zoni verbessert werden. Das Spiel verfügt auch über neue Waffen, die so genannten Constructo Weapons (Konstruktionswaffen). Diese fallen in drei Hauptkategorien: Schrotflinte, Bombe und Pistole. Jede Waffe kann mit zusätzlichen Merkmalen modifiziert und in ihrem Aussehen verändert werden, um sie zu einer einzigartigen Waffe für den Spieler zu machen.

## Geschichte
Nach den Ereignissen von Quest for Booty wurde Dr. Nefarious von den Zoni beauftragt, Clank zu reparieren. In Wahrheit nutzt der Doktor die Partnerschaft als Tarnung, um den Schlüssel zu einem Raum namens „Orvus-Kammer“ aus Clanks Erinnerungen zu finden. Als die Zoni ihm den Zugang verweigern, verrät Nefarious sie und vertreibt sie mit seinen Roboterkräften, wodurch Clank ungewollt entkommen kann. Er wird schließlich von Nefarious in die Enge getrieben, der ihm offenbart, dass er an einen Ort gebracht wurde, der Große Uhr genannt wird, ein Zoni-Konstrukt, das dazu dient, die Zeit zu messen und sich im Zentrum des Universums befindet („plus/minus fünfzig Fuß“), bevor er bewegungsunfähig gemacht wird.
Zur gleichen Zeit werden Ratchet und Captain Qwark von einer mysteriösen Anomalie heimgesucht und stürzen auf ihrer Suche nach Clank auf dem Planeten Quantos ab. Lord Vorselon, Nefarious' persönlicher Attentäter, startet einen Angriff auf die fongoide Bevölkerung des Planeten auf der Suche nach jemandem namens Alister Azimuth und verwechselt Ratchet mit ihnen. Nachdem sowohl die Fongoiden als auch Qwark gefangen genommen wurden, repariert Ratchet sein Schiff mit Hilfe der Zoni und reist zu Vorselons Kriegsschiff, um die Geiseln zu retten. Als er erkennt, dass Azimuth ein potenzieller Verbündeter sein könnte, beschließt er, ihn aufzuspüren. In der Zwischenzeit wird Clank von Sigmund, dem Junior-Wärter der Großen Uhr, wiederbelebt. Sigmund hilft Clank, mehr über die Funktion der Uhr zu erfahren, die für die Aufrechterhaltung der zeitlichen Normalität im gesamten Universum sorgt, und bittet ihn außerdem um Hilfe bei der Reparatur der von Nefarious verursachten zeitlichen Schäden auf mehreren Planeten. Clank trifft auch Orvus, einen Zoni und den Konstrukteur der Uhr, der sich mit dem Roboter als digitales Programm in seinem Unterbewusstsein unterhält. Er offenbart, dass er Clanks wahrer Schöpfer ist und dass er die Uhr nun in seine Obhut gibt.
Auf dem Planeten Torren IV spürt Ratchet mit Hilfe einiger Informationen von Qwark Azimuth auf. Es stellt sich heraus, dass er ein weiterer Lombax ist, der zurückgelassen wurde, als die Rasse vor Tachyons Rachefeldzug floh, und er war ein guter Freund von Ratchets Vater Kaden. Azimuth vermutet aufgrund seiner eigenen Nachforschungen, dass Clank zur Uhr gebracht wurde, und die Lombaxe beschließen, sich zusammenzutun, um ein weiteres Obsidianauge zu finden, in der Hoffnung, mit Clank sprechen zu können. In der Uhr selbst erfährt Clank von einem belauschten Sigmund, dass der echte Orvus vor zwei Jahren verschwand, nachdem er einem Treffen mit Dr. Nefarious zugestimmt hatte. Auf der Suche nach dem Auge auf dem Planeten Lumos erklärt Azimuth zögernd, dass er indirekt für die Beinahe-Ausrottung der Lombaxe verantwortlich war, als er Tachyon ihre Technologie gab und für seine Verbrechen verbannt wurde. Der General plant, die Geschehnisse zu ändern, indem er die Uhr benutzt, um die Geschichte umzuschreiben und Ratchet die Chance zu geben, seine Familie zurückzubekommen. Ratchet und Azimuth finden das Auge und benutzen es, um mit Clank zu kommunizieren, der sie über Orvus' Notlage aufklärt und sie anfleht, zum Planeten Zanifar zu gehen, um seinen Vater zu retten.
Auf Zanifar benutzt Ratchet ein von Sigmund geschaffenes Zeitportal, um in der Zeit zurückzureisen und Orvus zu retten, der von Nefarious gefoltert wird, um Informationen darüber zu erhalten, wie er in die Kammer, den zentralen Kontrollraum der Uhr, gelangen kann. Orvus warnt Nefarious, dass die Uhr nicht als Zeitmaschine benutzt werden darf, und verschwindet, nachdem der Doktor versucht hat, ihn anzugreifen. Kurz nach seiner Rückkehr in die Gegenwart erfährt Ratchet, dass Azimuth von Vorselon entführt wurde, der Ratchet dazu zwingt, ihn zu retten. Obwohl er zunächst wütend darüber ist, dass Ratchet eine Rettungsmission der Suche nach der Uhr vorzieht, lenkt Azimuth ein, als er von Ratchets Zeitreise erfährt, und versichert ihm, dass es das Risiko wert ist, die Uhr zu benutzen. Als Clank in der Uhr ein Gerät testet, trifft er in seinem Unterbewusstsein auf den Klempner, der ihm kryptisch mitteilt, er solle nicht mehr als sechs Minuten riskieren. Er und Sigmund öffnen daraufhin die Tür zur Orvus-Kammer, werden aber von Lawrence, der ihnen auf Befehl von Nefarious durch die Uhr gefolgt war, aufgehalten. Ratchet und Azimuth fangen einen gefälschten Notruf von Clank auf dem Planeten Vapedia ab, wo sie die örtlichen Walküren besiegen und ihn retten. Nachdem Clank die Warnung von Orvus wiederholt hat, dass die Uhr bei unsachgemäßem Gebrauch der Realität Schaden zufügen könnte, gibt Ratchet die Idee auf, sie zur Rettung seiner Familie und der Lombaxe einzusetzen. Ein aufgebrachter Azimuth geht.
Ratchet und Clank treffen sich mit Qwark, um Nefarious' Raumstation zu infiltrieren und seine Armada zu zerstören, damit er die Uhr nicht erreichen kann. Der Plan scheitert, als sie von Nefarious selbst konfrontiert werden, der ihnen seinen Plan erklärt, die Zeit zu ändern, um ein perfektes Universum zu schaffen, in dem die Schurken immer über die Helden triumphieren, um sich für seine frühere Niederlage zu rächen. Nefarious schickt Ratchet und Clank auf den unfruchtbaren Planeten Morklon, damit sie seine Pläne nicht durchkreuzen, aber mit Hilfe von Sigmund gelingt es ihnen, ein Zeitportal zu benutzen, um ein funktionierendes Schiff zu sichern, mit dem sie zurückkehren können. Ratchet und Clank kämpfen gegen Nefarious und töten ihn scheinbar, bevor sie mit der Hilfe von Azimuth knapp entkommen, während das defekte Schiff des Doktors die Station zerstört.
Als sie sich bei der Uhr versammeln, erklärt Clank, dass er dort bleiben will, um den Wunsch seines Vaters zu erfüllen, was Ratchet traurig zur Kenntnis nimmt. Azimuth besteht jedoch darauf, dass sie die Uhr immer noch benutzen könnten, um die Lombaxe zu retten, was Ratchet wiederum ablehnt. Wütend darüber, dass einer seiner eigenen Leute ihm diese Chance verwehrt, schlägt Azimuth zu und tötet Ratchet, bevor er in die Orvus-Kammer rennt, wo er gerade noch von Clank ausgesperrt wird. Obwohl er nicht weiß, was er tun soll, erinnert sich Clank an den Rat des Klempners und benutzt die Uhr, um die Zeit um sechs Minuten zurückzudrehen und so Ratchets Leben zu retten. In der neuen Zeitlinie schafft es Azimuth, die Kammer vor Ratchet und Clank zu erreichen, und leitet eine Zeitverschiebung ein, um die Lombaxe zu retten. Als die Uhr um sie herum zu zerbrechen beginnt, verletzt Ratchet Azimuth und zerbricht beim Versuch, die Verschiebung zu stoppen, versehentlich die Steuerung. Azimuth hat Gewissensbisse, weil er seine Existenz aufs Spiel gesetzt hat, um die Vergangenheit zu ändern, und schafft es, die Uhr unter Einsatz seines eigenen Lebens vor dem vollständigen Zerbrechen zu bewahren.
In der Folge hilft Ratchet den Zoni, die letzten Schäden zu reparieren und wünscht Clank alles Gute, als er geht. Als er jedoch erkennt, dass Ratchet ihm als Familie mehr bedeutet als seine Pflichten bei der Uhr, ändert Clank seine Meinung und befördert Sigmund zum Senior Caretaker, um seinen Freund vor seiner Abreise noch einmal zu treffen. Eine Nachricht von Orvus wird abgespielt, in der er Clank ermutigt, das zu tun, was ihm das Gefühl gibt, ganz zu sein, auch wenn das bedeutet, die Uhr zu verlassen. In einer Post-Credits-Szene ist Qwark in den Trümmern von Nefarious' Station gestrandet und ruft verzweifelt um Hilfe, während sein hungriges Haustier War Grok versucht, ihn zu fressen.

## Rezeption
A Crack in Time erhielt positive Kritiken von Kritikern. Ryan Clements von IGN nannte es „eines der besten Ratchet-Spiele, die je gemacht wurden“ und merkte an, dass es sich wie die anderen Ratchet-Titel spielt und dass Spieler, die der Formel der Serie noch nicht überdrüssig sind, es genießen werden. Eurogamer bewertete das Spiel mit 7/10 und kritisierte den Mangel an Innovation und beschrieb es als „mehr vom Gleichen“. Die Rezensentin Ellie Gibson lobte das Spiel jedoch als „Qualitäts-Plattformer“ und hob ein „hervorragendes Kampfsystem, anständige Rätsel, lustige Waffen, hübsche Grafik und [...] Abwechslung“ hervor. GameTrailers schrieb: „Wenn A Crack in Time tatsächlich das letzte Ratchet-&-Clank-Spiel ist, dann wurde die Serie auf die richtige Art und Weise beendet.“ PSM3 bewertete das Spiel mit 90/100 und nannte es „Massiv, lohnend, witzig – alles, was man erwartet, plus einige nette neue Wendungen“.
GamePro-Rezensent Will Herring war der Meinung, dass die Kamerawinkel des Spiels manchmal problematisch waren, eine Aussage, die Joe Rybicki von GameSpy wiederholte, lobte aber die neuen Innovationen und bezeichnete die Hoverboots als eine der „angenehmsten Ergänzungen [zur Serie]“ des Spiels. Rybicki fand die Waffenauswahl des Spiels „glanzlos“, besonders zu Beginn des Spiels, während er einige der zeitbasierten Clank-Levels lobte. Dan Ryckert von Game Informer sagte, dass „die Clank-Abschnitte die besten Rätsel sind, die man bisher in der Serie gesehen hat“. Robert Workman von GameDaily befand, dass der Sound des Spiels „hervorragend“ sei.